# Ross (Mondkrater)
Ross ist ein Einschlagkrater auf der Mondvorderseite in der Ebene des Mare Tranquillitatis, südwestlich des Kraters Plinius und nordöstlich von Sosigenes.
| Buchstabe | Position           | Durchmesser | Link |
| --------- | ------------------ | ----------- | ---- |
| B         | 11,37° N, 20,17° O | 6 km        |      |
| C         | 11,6° N, 18,93° O  | 5 km        |      |
| D         | 12,57° N, 23,32° O | 8 km        |      |
| E         | 11,04° N, 23,4° O  | 4 km        |      |
| F         | 10,91° N, 24,24° O | 5 km        |      |
| G         | 10,68° N, 24,85° O | 5 km        |      |
| H         | 10,24° N, 21,81° O | 4 km        |      |

Der Krater wurde 1935 von der IAU nach dem englischen Entdecker James Clark Ross und dem US-amerikanischen Astronom und Physiker Frank Elmore Ross offiziell benannt.